# Инокентий XI
Инокентий XI (на италиански: Innocenzo XI; на латински: Innocentius PP. XI, * 19 май 1611 в Комо; † 12 август 1689 в Рим), с рождено име Бенедето Одескалки (Benedetto Odescalchi), e папа na католическата църква от 21 септември 1676 г. до 12 август 1689 г.
Инокентий XI произхожда от богата търговска фамилия Одескалки, възпитан е от йезуитите в Комо.
През 1637 г. започва да следва юра и теология в Рим; по-късно се мести да следва в Неапол.
През 1650 г. става епископ (владика) на Новара. Заради аскетичният му живот и голямото му милосърдие го наричат баща на бедните.
На 21 септември 1676 г. е избран за нов папа; на конклава през 1670 г. не успява, поради съпротивата на Франция.
Организира Свещената лига в борбата срещу турците.
На 31 март 1683 г. печели полския крал Ян Собиески и кайзер Леополд I за дефанзивен съюз. Инокентий XI подпомага този съюз с 1,5 милиона гулдена. Така, на 12 септември 1683 г., Виена се освобождава от окупацията на турците.
На 7 октомври 1956 г. Инокентий XI e обявен за блажен от папа Пий XII.

## Галерия
- Папа Инокентий XI в стъклен саркофаг в базиликата Св. Петър, в Рим
- Монумент на Инокентий XI, в базиликата Св. Петър в Рим
- Родната къща на папа Инокентий XI в Комо